# Sandro Miguel Laranjeira Mendes
Sandro Miguel Laranjeira Mendes (Setúbal, 4 de fevereiro de 1977) é um futebolista português que jogou no Vitória de Setúbal. Nas autárquicas de 2009 candidatou-se, pelo PSD, a junta de freguesia de São Julião.